# Vellingebacken
Vellingebacken är en bebyggelse, belägen vid trafikplats Vellinge i Vellinge socken i Vellinge kommun. Mellan 2015 och 2020 avgränsade SCB här en småort. Vid avgränsningen 2018 klassades bebyggelsen som en del av tätorten Vellinge.